# Robert Alan Aurthur
Robert Alan Aurthur est un scénariste, un producteur de télévision, un dramaturge et un écrivain américain né le 10 juillet 1922 à New York (État de New York) et mort le 20 novembre 1978 à New York (État de New York).

## Théâtre
- 1968 : Carry Me Back to Morningside Heights
- 1961 : Kwamina (comédie musicale), auteur du livret
- 1956 : A Very Special Baby.

## Filmographie

### Scénariste

#### Télévision
- 1951-1955 : The Philco Television Playhouse (8 épisodes)
- 1952-1953 : Mister Peepers (5 épisodes)
- 1952-1954 : Goodyear Television Playhouse (7 épisodes)
- 1953 : The Gulf Playhouse (2 épisodes)
- 1954 : Justice (en) (série télévisée) (3 épisodes)
- 1954 : Campbell Playhouse (1 épisode)
- 1954 : Armstrong Circle Theatre (2 épisodes)
- 1955 : Producers' Showcase (1 épisode)
- 1956 : London Playhouse (1 épisode)
- 1957 : Playhouse 90 (2 épisodes)
- 1957 : Studio One (1 épisode)
- 1958 : The DuPont Show of the Month (1 épisode)
- 1960 : Play of the Week (1 épisode)
- 1961 : The United States Steel Hour (1 épisode)
- 1961 : Armchair Theatre (1 épisode)
- 1964 : East Side/West Side (1 épisode).

#### Cinéma
- 1957 : Spring Reunion (en) de Robert Pirosh
- 1957 : L'Homme qui tua la peur de Martin Ritt
- 1959 : L'Homme aux colts d'or de Edward Dmytryk
- 1964 : Lilith de Robert Rossen
- 1966 : Grand Prix de John Frankenheimer
- 1968 : Mon homme (For Love of Ivy) de Daniel Mann
- 1969 : L'Homme perdu (également réalisateur)
- 1979 : Que le spectacle commence de Bob Fosse (également producteur).

### Producteur
- 1955 : The Philco Television Playhouse (2 épisodes)
- 1955 : Goodyear Television Playhouse (1 épisode)
- 1959-1960 : Sunday Showcase (6 épisodes)
- 1960 : John Brown's Raid (téléfilm)
- 1964 : Calhoun: County Agent (téléfilm)
- 1965 : Kibbee Hates Fitch (téléfilm)
- 1965 : Fanfare
- 1965 : Mark Dolphin (téléfilm)
- 1966 : Summer Fun (1 épisode).

## Nominations
- Oscars du cinéma 1980 : pour Que le spectacle commence
  - Oscar du meilleur film
  - Oscar du meilleur scénario original.